# Hasičské muzeum (Přibyslav)

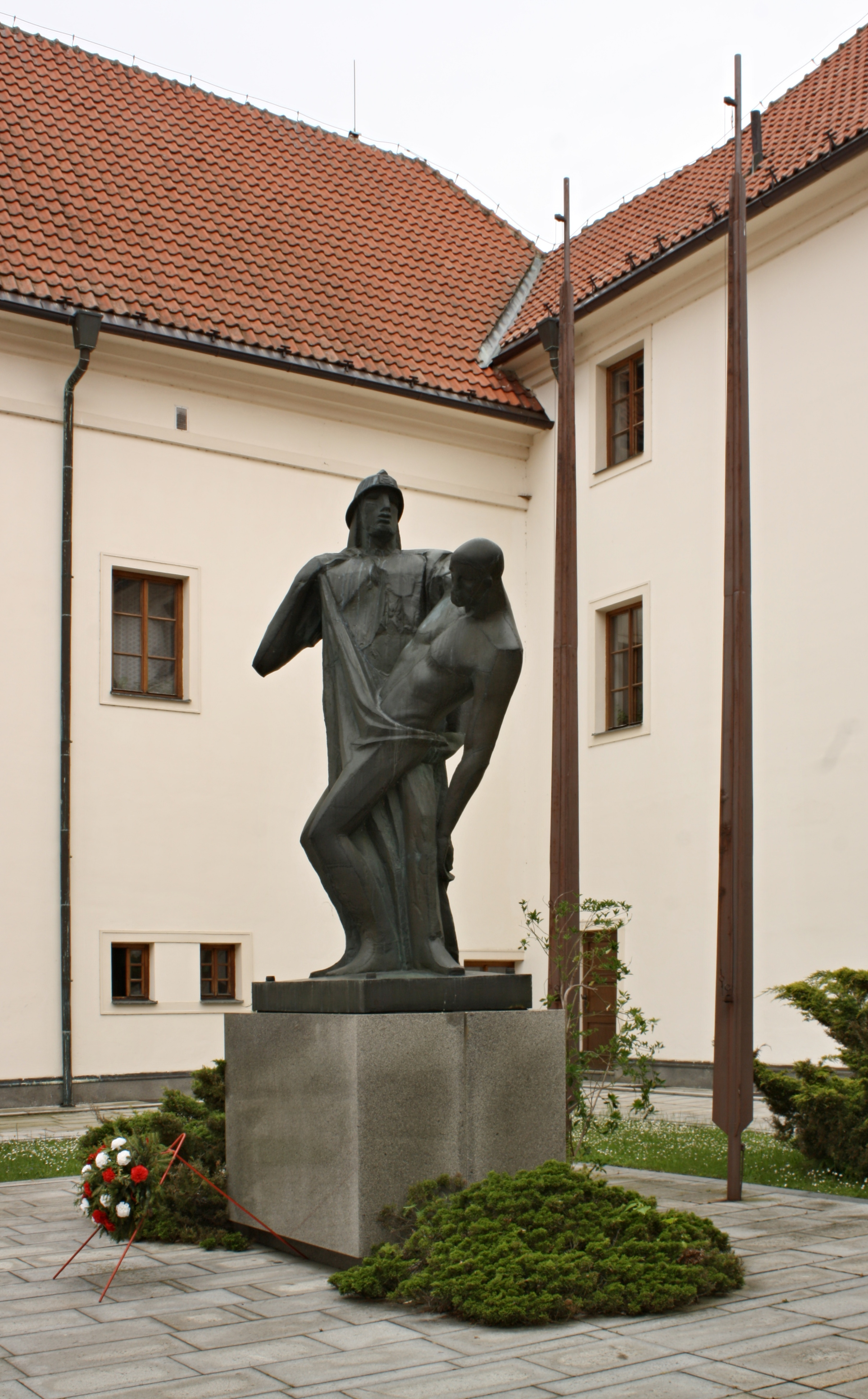
Památník hasičům na nádvoří muzea.

Hasičské muzeum v Přibyslavi (jinak též nazývané Centrum hasičského hnutí v Přibyslavi) je specializované muzeum otevřené roku 1983 a provozované Centrem hasičského hnutí v prostorách přibyslavského zámku ve městě Přibyslav v okrese Havlíčkův Brod.

## Historie

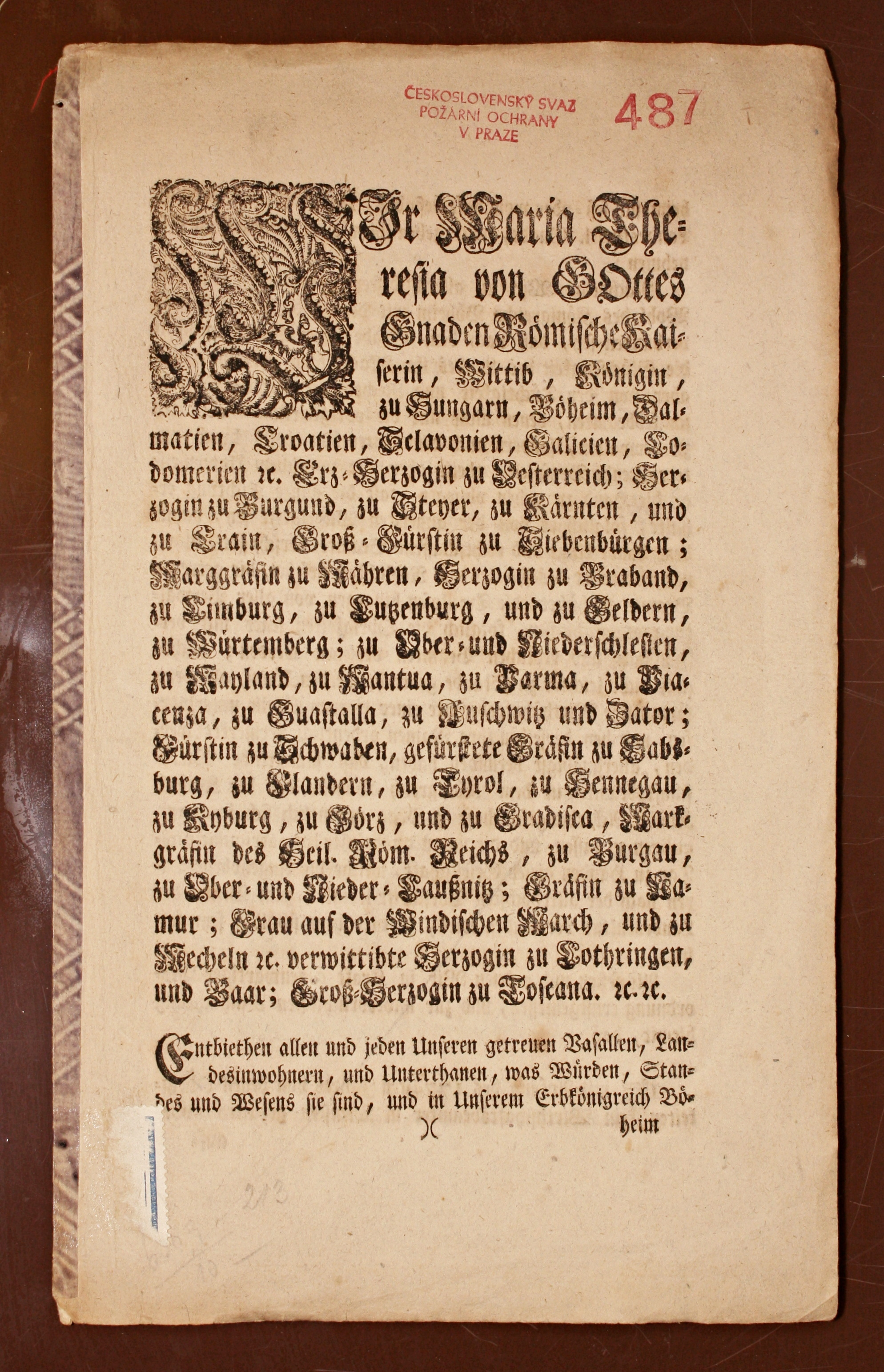
Titulní strana požárního řádu Marie Terezie z 28. října 1773 ze sbírek muzea.

S myšlenkou vybudovat Centrum hasičského hnutí (včetně hasičského muzea) přišel v roce 1975 JUDr. Miroslav Řepiský (v letech 1973–1988 předseda FV SPO ČSSR) na národním sjezdu v Ostravě. Z několika možností byl vybrán zámek v Přibyslavi. Na jaře 1975 byly z jeho prostor vystěhovány exponáty městského muzea a v roce 1976 budovu převzal Federální výbor svazu požární ochrany. První expozice s hasičskou tematikou byla otevřena už v září 1975. V roce 1976 sem byly převezeny archivní materiály z Hasičského domu v Praze, torzo z bývalého Zemského hasičského muzea v Praze, založeného v roce 1894.
V roce 1977 byl proveden stavebně historický průzkum objektu, který ukázal vážné narušení statiky zdiva a střechy. Poměrně radikální přestavba započala v roce 1978, postupovala v průběhu 80. let a byla slavnostně zakončena 11. ledna 1992. Vyžádala si přes 68 milionů korun a byly na ní odpracováno stovky brigádnických hodin. Finanční prostředky na rekonstrukci byly poskytnuty Českou a Slovenskou státní pojišťovnou, Státní památkovou péčí, Východočeským KNV, ONV v Havlíčkově Brodě, federálním ministerstvem vnitra a Svazem požární ochrany ČSSR, generálním dodavatelem se stalo výrobní družstvo Stavba Havlíčkův Brod.[zdroj⁠?!] Na přestavbě se velkou měrou podíleli i brigádníci z řad členů Svazu požární ochrany a veřejných požárních útvarů (tj. dobrovolných i profesionálních hasičů).[zdroj⁠?!]
Pět let od zahájení rekonstrukce byla při příležitosti 130. výročí založení prvního stálého placeného hasičského sboru v českých zemích v upravených prostorách na druhém nádvoří otevřena nová expozice. Stalo se tak dne 10. června 1983, kdy byla na ploše 1 200 m2 prezentována Stálá výstava požární ochrany. V letech 1985 a 1987 byly potom otevírány další stálé expozice. Výstavu realizovala Propagační tvorba Praha.[zdroj⁠?!]
V zámku byly zřízeny také prostory pro archiv, depozitáře, sbírkovou i odbornou knihovnu, dílna pro konzervátora, dokumentační pracoviště, přednáškový a slavnostní sál i společenské místnosti s příslušným zázemím.
Po roce 1989 se pracovníci snažili prohloubit mezinárodní spolupráci a v roce 1992 se v Přibyslavi poprvé konalo mezinárodní sympozium s tématem požární ochrany a na jaře 2006 zde proběhl 15. ročník Historického sympozia CTIF, specializovaný na tovární hasičské sbory.

## Současnost
Hasičské muzeum je provozováno Centrem hasičského hnutí Přibyslav, což je organizační jednotka Sdružení hasičů Čech, Moravy a Slezska.
Na ploše 3 500 m2 jsou vystaveny exponáty připomínající nejen historii hasičů, ale i současně používanou techniku, pomůcky sloužící k hašení požáru a k protipožární prevenci. Součástí výstavy je rovněž Síň mezinárodní spolupráce se zeměmi CTIF a regionální výstava Přibyslavsko, umístěná v bývalé zámecké kapli.